# Ng Justine Charissa
Ng Justine Charissa (1989) es una deportista hongkonesa que compitió en esgrima en silla de ruedas. Ganó una medalla de plata en los Juegos Paralímpicos de Río de Janeiro 2016 en la prueba de espada por equipos.

## Palmarés internacional
| Juegos Paralímpicos | Juegos Paralímpicos     | Juegos Paralímpicos | Juegos Paralímpicos |
| Año                 | Lugar                   | Medalla             | Prueba              |
| ------------------- | ----------------------- | ------------------- | ------------------- |
| 2016                | Río de Janeiro (Brasil) | Medalla de plata    | Espada por equipos  |